# Wankheim
Wankheim ist ein Ortsteil der Gemeinde Kusterdingen im Landkreis Tübingen in Baden-Württemberg. Am 31. Dezember 2006 hatte Wankheim 1482 Einwohner.

## Lage und Verkehrsanbindung
Wankheim liegt südwestlich des Kernortes Kusterdingen. Der Heckbach, der als Hollbach entspringt, hat nordöstlich von Wankheim seine Quelle. Unweit nördlich verläuft die B 28, etwas weiter entfernt westlich die B 27 und nordwestlich die B 297.

## Geschichte
Vom Mittelalter bis zur Mediatisierung fanden zahlreiche Wechsel hinsichtlich der Zugehörigkeit statt. Die Pfalzgrafen von Tübingen verkauften Wankheim 1296 an Albrecht Bächt, dessen Nachkommen es dem Kloster Bebenhausen überließen. 1482 erwarben die Herren von Ehingen zu Kilchberg das Dorf. Im 17. Jahrhundert besaßen die Herren von Closen den Ort. Danach folgten die Herren von Stockheim, die Herren Leutrum von Ertingen und ab 1765 die Freiherren von Saint-André.
Die ursprünglich katholische Gemeinde mit der zum Ende des 15. Jahrhunderts errichteten Kirche Sankt Maria und Jakob gehörte zum Bistum Konstanz. Die Reformation wurde 1534 zur gleichen Zeit wie in den benachbarten württembergischen Orten eingeführt, da Wankheim eine Filiale der Pfarrei in Mähringen war. Erst 1784 wurde in Wankheim eine selbständige evangelische Pfarrei eingerichtet. 1805 fiel das reichsritterschaftliche Dorf im Zuge der Mediatisierung an Württemberg und wurde dem Oberamt Tübingen unterstellt.
Im 18. und 19. Jahrhundert gab es in Wankheim eine jüdische Gemeinde, was in den umliegenden Dörfern nicht möglich war, da dort wie im gesamten Herzogtum Württemberg ein Ansiedlungsverbot für Juden bestand. Dieses Ansiedlungsverbot fiel erst nach der Errichtung des Königreichs Württemberg 1806 weg. Die 1833 errichtete Synagoge in Wankheim war für das weitere Umland bis Tübingen zuständig für die ansässige jüdische Bevölkerung. Zwischen 1860 und 1890 jedoch wanderten die Juden aus Wankheim in die größeren württembergischen Städte ab, so dass die Synagoge nach 1890 abgebrochen wurde.
Bei der Verwaltungsreform während der NS-Zeit in Württemberg gelangte Wankheim 1938 zum erweiterten Landkreis Tübingen. Nach dem Zweiten Weltkrieg fiel die Gemeinde in die Französische Besatzungszone und kam somit zum neu gegründeten Land Württemberg-Hohenzollern, welches 1952 als Regierungsbezirk Südwürttemberg-Hohenzollern im Land Baden-Württemberg aufging.
Die bis dahin selbständige Gemeinde Wankheim wurde im Zuge der Gemeindereform am 1. Januar 1975 in die Gemeinde Kusterdingen eingegliedert.

## Sehenswürdigkeiten

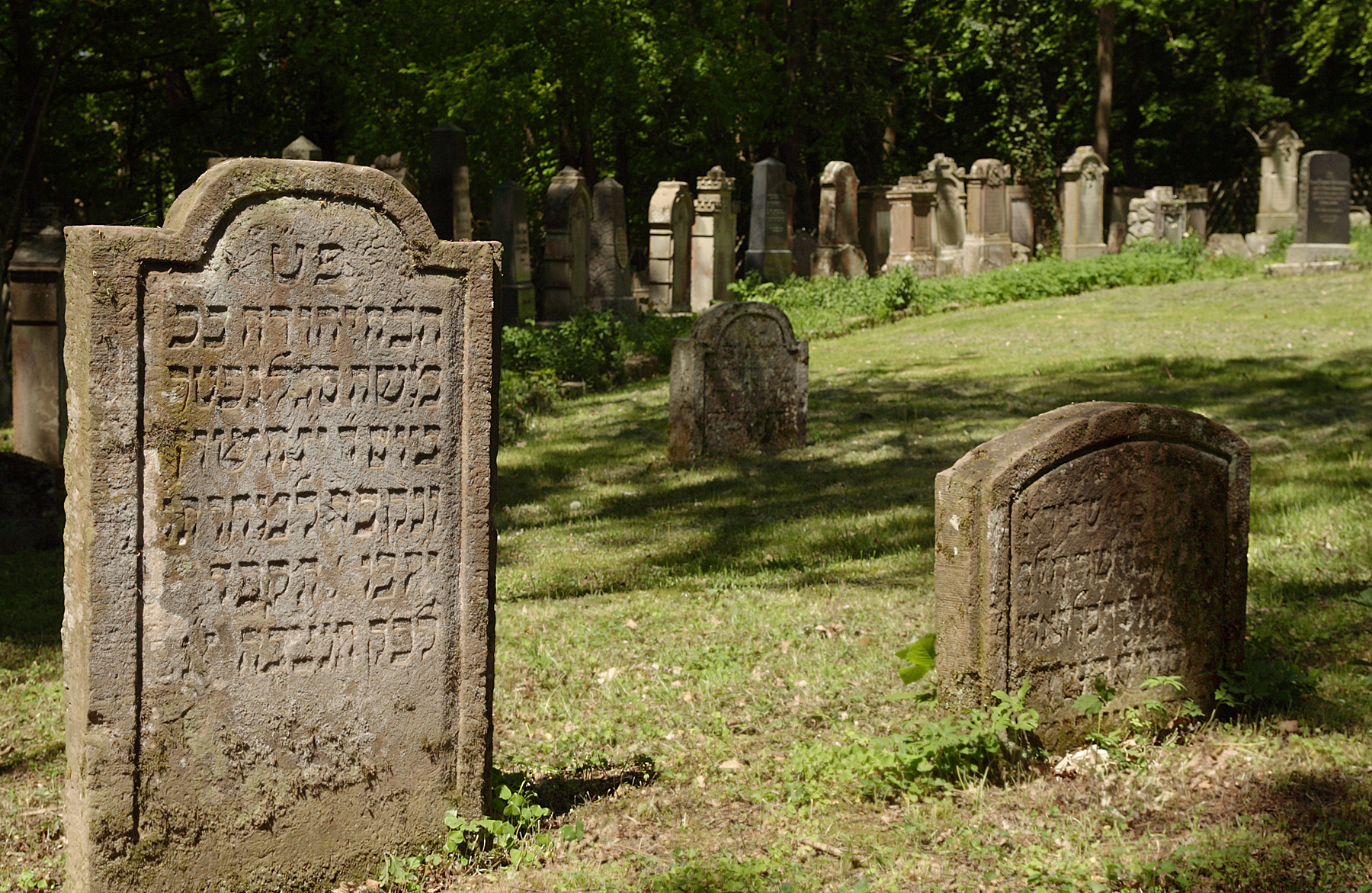
Jüdischer Friedhof

- Der Jüdische Friedhof wurde von 1744 bis 1941 belegt. Der älteste von insgesamt 137 Grabsteinen stammt aus dem Jahr 1788/1789.[1]
- Die evangelische Jakobuskirche mit dem besonderen Dachturm wurde 1780/81 neu erbaut, wobei der gotische Chor und die Sakristei von 1497 der Vorgängerkirche mitverwendet wurden.[2]